# Gigantoceras curvilinea
Gigantoceras curvilinea är en fjärilsart som beskrevs av M.Gaede 1936. Gigantoceras curvilinea ingår i släktet Gigantoceras och familjen trågspinnare. Inga underarter finns listade i Catalogue of Life.